# Li Chun (actriz)
Li Chun (en chino simplificado 李纯, chino tradicional 李純 , Wuhu, Anhui, 15 de febrero de 1988) es un actriz china.

## Biografía
En 1998 y a la edad de 10 años fue aceptada en la Escuela de Danza Afiliada a la Academia de Danza de Beijing (Dance School Affiliated to Beijing Dance Academy) de donde se graduó en 2005. 
Después de graduarse trabajó como bailarina para el Shanghái Ballet Company (la compañía estatal de ballet de Shanghái). 
En 2009 entró a la Academia de Cine de Pekín (Beijing Film Academy) de donde se graduó con una especialización en actuación en 2013.

## Carrera
Como bailarina interpretó "Butterfly Love" en los Estados Unidos.
El 26 de julio de 2013 se unió como parte del elenco principal de la película Avalokitesvara donde interpretó a Lianmei, la encarnación humana de la Avalokiteśvara (Guanyin).
En junio de 2015 se unió al elenco recurrente de la serie The Journey of Flower donde dio vida a Ni Mantian, la Princesa de Penglai y una discípula de Luo Shiyi (Dong Chunhui).
El 3 de agosto de 2017 apareció como parte del elenco secundario de la película Once Upon a Time donde interpretó a la princesa Su Jin de la Tribu del Cielo, una mujer mentirosa y manipuladora que está dispuesta a hacer lo que sea con tal de separar a la diosa Bai Qian (Liu Yifei) del príncipe Ye Hua (Yang Yang).
En 2018 se unió al elenco recurrente de la serie Ruyi's Royal Love in the Palace donde dio vida a Wei Yanwan quien luego se convierte la Consorte Ling y más tarde en la Emperatriz Xiaoyichun, una mujer ambiciosa, cruel, peligrosa y manipuladora que odia a Ula-Nara Ruyi (Zhou Xun) debido a su cercanía con el Emperador Qianlong (Wallace Huo).
En noviembre de 2019 se unió al elenco recurrente de la serie Joy of Life donde interpretó a Si Lili, la Consorte Noble del Qi del Norte y una espía del norte de Qi que se infiltra en el sur de Qing.
El 18 de agosto de 2020 se unió al elenco principal de la serie Love Yourself (también conocida como "Love in Shanghai") donde dio vida a Ren Liang (Renran o Vivian), una poderosa vicepresidenta y brillante mujer de carrera, pero su novio Li Youting (Shi An) siempre la pone en segundo lugar, hasta el final de la serie el 10 de septiembre del mismo año.

## Filmografía

### Series de televisión
| Año             | Título                              | Personaje                 | Notas        |
| --------------- | ----------------------------------- | ------------------------- | ------------ |
| 2022 - presente | Sword Snow Stride                   | Xuanyuan Qingfeng         |              |
| 2022 - presente | Lost in Bermuda (Baimu Jonny)       | Hu Yue                    |              |
| 2020            | Love Yourself                       | Ren Liang ("Vivian")      | 36 episodios |
| 2020            | New World                           | Liu Rusi                  | [ 11 ]       |
| 2019            | Joy of Life                         | Si Lili                   | 15 episodios |
| 2019            | Paratrooper Spirit (Airborne Blade) | Dra. Lin Junqiao          | 48 episodios |
| 2018            | Ruyi's Royal Love in the Palace     | Wei Yanwan, Consorte Ling | 57 episodios |
| 2016            | The Tibet Code                      | Tang Min                  | 8 episodios  |
| 2016            | Huajinghu Buliangren 2              | Lu Linxuan                | 14 episodios |
| 2016            | Huajinghu Buliangren                | Lu Linxuan                | 12 episodios |
| 2015            | The Journey of Flower               | Princesa Ni Mantian       | 31 episodios |
| 2015            | Say No for Youth                    | Gao Ying                  |              |
| 2014            | 80s Engagement                      | Su Qin                    |              |

### Películas
| Año  | Título              | Personaje              | Notas                                                              |
| ---- | ------------------- | ---------------------- | ------------------------------------------------------------------ |
| 2017 | Guilty of Mind      | Chen Xi                | [ 14 ]                                                             |
| 2017 | Once Upon a Time    | Su Jin                 | junto a Liu Yifei, Yang Yang, Yan Yikuan, Luo Jin y Chen Xingxu    |
| 2017 | Eternal Love        | Chen Nan               |                                                                    |
| 2014 | Liar's Confession   | -                      |                                                                    |
| 2014 | Coming Home         | Cui Meifang            |                                                                    |
| 2013 | Rock Paper Scissors | -                      |                                                                    |
| 2013 | Avalokitesvara      | Lianmei (Little Lotus) |                                                                    |
| 2012 | 剪刀石头布          | -                      | (microcine)                                                        |
| 2011 | The Flowers of War  | Qin Huainü             | junto a Christian Bale, Ni Ni, Xinyi Zhang, Tong Dawei y Shawn Dou |

### Programas de variedades
| Año  | Título                      | Notas               |
| ---- | --------------------------- | ------------------- |
| 2021 | Keep Running: Season 9      | (ep. #4) - invitada |
| 2020 | I Am the Actor (我就是演员) | (ep. #4) - invitada |
| 2020 | Masked Dancing King         | miembro             |
| 2020 | Ace vs Ace: Season 5        | (ep. #9) - invitada |
| 2015 | Happy Camp                  | invitada            |

### Revistas / sesiones fotográficas
| Año  | Título | Notas |
| ---- | ------ | ----- |
| 2016 | 艺乐   |       |

## Discografía
| Año  | Título                        | Álbum                  | Notas                                              |
| ---- | ----------------------------- | ---------------------- | -------------------------------------------------- |
| 2020 | I Want Your Love (我要你的爱) | OST de "Love Yourself" | junto a Victoria Song, Celina Jade y Zhang Jianing |

## Premios y nominaciones
| Año  | Categoría                    | Premio                                 | Trabajo               | Resultado |
| ---- | ---------------------------- | -------------------------------------- | --------------------- | --------- |
| 2020 | Best Actress (Emerald)       | 7th The Actors of China Award Ceremony | -                     | pendiente |
| 2020 | Best Supporting Actress      | 26th Shanghái Television Festival      | The New World         | Nominada  |
| 2019 | Fashion Attitude of the Year | iFeng Fashion Choice Award             | -                     | Ganó      |
| 2015 | Best Supporting Actress      | Domestic TV Series Ceremony            | The Journey of Flower | Nominada  |